# Miranda!

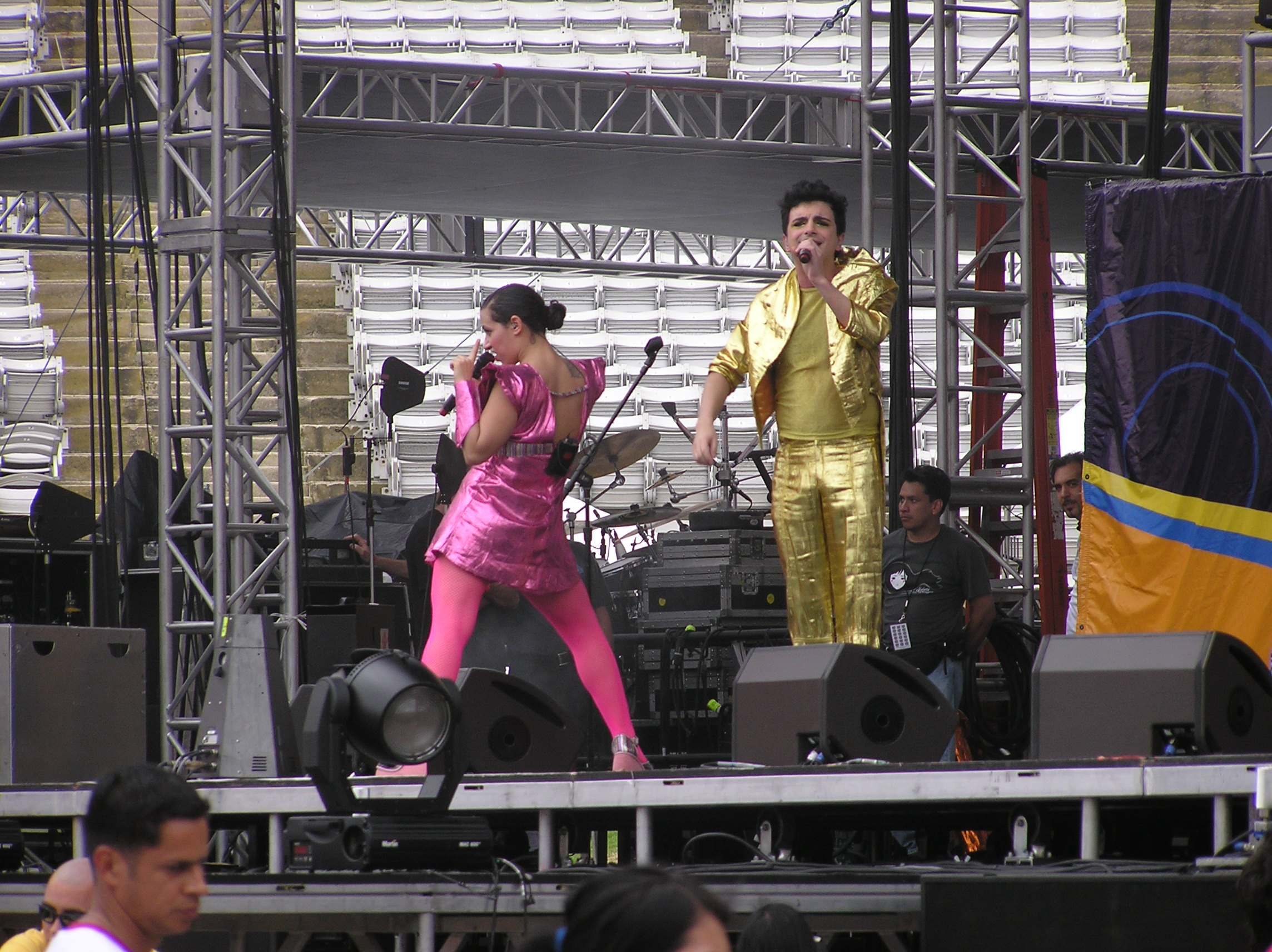

Miranda! är ett argentinskt electropopband som bildades 2001. Bandmedlemmarna är Alejandro Sergi (sång), Juliana Gattas (sång), Lolo Fuentes (gitarr), Bruno de Vincenti (programmering) och sedan 2003 även Nicolás Grimaldi (bas). Bandet har haft stora framgångar i den spansktalande världen. 
Miranda! startades 2001 och fick sitt namn efter argentinske skådespelaren Osvaldo Miranda. Bandmedlemmarna har kallat sin musikstil melodramatisk electropop. Från att ha växt fram i undergroundkretsar fick de sitt genomgrott 2002 och blev framröstad som årets nykomling i argentinska Rolling Stones magazine. Samma år släpptes deras första album, Es Mentira med de fem hitsen bailarina, Iman, Tu Juego, Agua och Romix.
Bandet vann MTV Latinamerikas pris för bästa grupp 2008.

## Diskografi

### Album
Es Mentira (2002)
1. Bailarina
2. Horóscopo
3. Romix
4. Imán
5. Tu Juego
6. Agua
7. Ven
8. Mentira
9. Tiempo
10. Casualidad

Sin Restricciones (2004)
1. Yo Te Diré
2. Don
3. Quiero
4. Vuelve A Ti
5. El Profe
6. Otra Vez
7. Tu Gurú
8. Hoy
9. El Agente
10. Navidad
11. Traición
12. Uno Los Dos

Sin Restricciones En Vivo! (2005)
1. Otra Vez
2. Tu Gurú + Take On Me
3. Yo Te Diré
4. Hoy
5. Bailarina
6. Mentira
7. Traición
8. Navidad
9. Quiero
10. El Profe
11. Tu Juego
12. Don
13. Romix
14. Casualidad

Quereme! [EP] (2006)
1. Quereme...Tengo Frío
2. Una Lágrima Sobre El Teléfono
3. Esa Extraña Dama
4. Medley (Extendida)
5. Medley (Radio Edit)

El Disco De Tu Corazón (2007)
1. Prisionero
2. Hola
3. Perfecta (con Julieta Venegas)
4. Enamorada
5. Nada Es Igual
6. Déjame
7. Amanece Junto A Mí
8. Hasta Hoy
9. Vete De Aquí (con Fangoria)
10. No Me Celes
11. Te Atreviste Y Me Morí
12. Voces

El Templo Del Pop (2008) "greatest hits"-samling
1. Perfecta
2. Chicas new song
3. Enamorada
4. Don
5. Yo Te Diré
6. Traición
7. Bailarina
8. Prisionero
9. Imán
10. Hola
11. El Profe
12. Romix
13. Otra Vez
14. Mi Propia Vida new song
15. Uno Los Dos
16. Tu Juego
17. Vete De Aquí (con Fangoria)
18. Navidad
19. Quiéreme... Tengo Frío
20. Mirandamix (Miranda! Vs. DJ Deró) Miranda! megamix by DJ Deró

Es Imposible (2009)
1. Mentía
2. Lo que siento por ti
3. Romance juvenil
4. El showcito
5. Tu mirada
6. Tu misterioso alguien
7. Si pudiera volver
8. No lo digas
9. Entre mis brazos
10. Hola probando

Miranda Directo! (CD + DVD) (2009)
1. Prisionero
2. Entre mis brazos
3. Tu mirada
4. Hola
5. Hola probando
6. Romance juvenil
7. El showcito
8. Perfecta
9. Tu misterioso alguien
10. Lo que siento por ti
11. Yo te diré
12. Enamorada
13. El profe
14. Mentía
15. Don
16. No lo digas
17. Imán

### Singlar
Från Es Mentira (2002): 
1. Bailarina
2. Imán
3. Romix
4. Tu Juego
5. Agua

Från Sin Restricciones (2004):
1. Yo Te Diré
2. Navidad
3. Don
4. El Profe
5. Uno Los Dos
6. Traición

Från Quereme (2006):
1. Quereme... Tengo Frío

Från El Disco de tu Corazón (2007):
1. Prisionero
2. Hola
3. Perfecta
4. Enamorada

Från El Templo del Pop (2008):
1. Chicas

Från Es Imposible (2009):
1. Mentía
2. Lo que Siento por ti
3. Tu misterioso alguien